# علم الجمهورية العراقية الثانية
علم الجمهورية العراقية الثانية تكوَّن من أربعة ألوان وهي الأحمر والأبيض والأسود مع ثلاث نُجوم خضراء ترمز للوحدة الاتحادية بين العراق وسوريا ومصر، وهو يحمل ألوان الوحدة العربيَّة. تمَّ اعتماد العلم في العهد الجُمهوري على إثر انقلاب 8 شباط سنة 1963. فتمَّ إقرار العلم الجديد بعد خمسة أشهُرٍ وتحديدًا في 31 تموز 1963.
يتكون العلم من ثلاثة ألوان الأسود والأبيض والأحمر وبه ثلاث نجوم خُضر، والمسافات بين النجوم الثلاث وحافتي العلم متساوية ويكون العلم مستطيل الشكل عرضه ثلثا طوله ويكون من ثلاثة مستطيلات أفقية متساوية الأبعاد، أعلاها باللون الأحمر وأوسطها باللون الأبيض، وأسفلها باللون الأسود، وتتوسط النجوم المستطيل الأبيض. وقد أقر العلم بسبب ميثاق الوحدة الاتحاديَّة بين مصر وسوريا والعراق.
إذ اعتُمِد العلم بعد وصول القوميّين العرب إلى السُلطة في بغداد بعد الإطاحة بحكومة عبد الكريم قاسم في انقلاب 8 شباط سنة 1963 وعلى إثرها تولَّى عبد السلام عارف رئاسة الجُمهورية في حين تولَّى أحمد حسن البكر رئاسة الوزراء وقد تم خلع الأخير في ذات العام.
انتهت الجمهوريَّة الثانية بعد إزاحة عبد الرحمن عارف وحكومته على يد البعثيين في انقلاب 17 تموز سنة 1968. فعاد أحمد حسن البكر وتولى هذه المرة رئاسة الجمهوريَّة العراقيَّة. رغم سيطرة حزب البعث على الحكم نتيجة للانقلاب إلا أنهم استمرُّوا في استخدام العلم الذي تم إقراره في سنة 1963 إلى جانب الشعار ولم يغيّروا فيه شيئًا إلا الدلالات حتى 13 كانون الثاني 1991.

## خلفية تاريخية
تم اعتماد علم الجمهورية العراقية الأول في 1 كانون الثاني 1959 أي بعد 5 أشهر و17 يومًا من إعلانها في 14 تموز 1958. كان علمًا مُستطيلًا بشرائط عموديَّة بالترتيب أسود - أبيض - أخضر مع نجمة حمراء ذات ثمانية رؤوس داخله دائرة صفراء تتوسطان العلم.

علم الجمهورية العراقية 1 كانون الثاني 1959–31 تموز 1963 تناسب (1:2)

تغيَّر هذا العلم بعد الإطاحة بحكومة عبد الكريم قاسم نتيجة انقلاب نفذه حزب البعث العراقي والقوميون العرب في ما يعرف بانقلاب 8 شباط سنة 1963. إلى علم فيه ألوان الوحدة العربية وهي الألوان الأحمر والأبيض والأسود وقد توسطته ثلاثة نجوم خضراء تشير إلى ميثاق الوحدة الاتحادية بين العراق وسوريا ومصر. وتم إقرار العلم الجديد في 31 تموز 1963 أي بعد 5 أشهرٍ و20 يومًا من الانقلاب.
في ذات العام وبعد تسعة أشهرٍ من الانقلاب قام الرئيس عبد السلام عارف بإقصاء البعثيين من الحكم لعدم خبرتهم السياسية والعسكرية. وقد مات في تحطم طائرة سنة 1966 فتسلَّم الرئاسة من بعده أخوه عبد الرحمن عارف الذي انقلب عليه البعثيون في انقلاب 17 يوليو 1968 لتنتهي بذلك الجمهورية الثانية. ورغم ذلك استمر البعثيون في استخدام علم 1963 وقد كانوا من القوميين العرب، ولم يغيروا فيه إلا الدلالات الرمزية. وظل ساريًا حتى تغيَّر في 1991.

علم الجمهورية العراقية 31 تموز 1963–13 كانون الثاني 1991 تناسب (2:3)

## العلم في الدستور والقانون
بحسب قانون العلم الوطني رقم 28 لسنة 1963:
| علم الجمهورية العراقية الثانية | يتكون العلم الوطني العراقي من ثلاثة ألوان الاسود والابيض والاحمر وبه ثلاث نجوم كل منها ذات خمس شعب لونها اخضر . على أن تكون الذؤابة الخامسة فوق خط النجمتين المجاورتين الى الاعلى والمسافات بين النجوم الثلاث وحافتي العلم متساوية ويكون العلم مستطيل الشكل عرضه ثلثا طوله ويكون من ثلاثة مستطيلات متساوية الابعاد بصورة افقية، اعلاها باللون الاحمر وأوسطها باللون الابيض وأسفلها باللون الاسود، وتتوسط النجوم المستطيل الابيض، وفق النموذج المرفق بهذا القانون. | علم الجمهورية العراقية الثانية |

| علم الجمهورية العراقية الثانية | يجوز استعمال العلم للزينة والاحتفالات العامة على أن تراع في ذلك القيود الموضوعة بمقتضى أي قانون آخر أو وفق النظام الصادر بموجب هذا القانون | علم الجمهورية العراقية الثانية |

| علم الجمهورية العراقية الثانية | كل من انزل أو اتلف أو أهان بأية طريقة كانت العلم الوطني كراهية واحتقارا لسلطة الحكومة، علنا أو في محل عام أو محل مفتوح للجمهور يعاقب بالحبس مدة لا تزيد على ستة شهور أو بغرامة لا تزيد على خمسين دينارا أو بهما | علم الجمهورية العراقية الثانية |

## نظام النماذج اللونية
|                        | أحمر       | أبيض        | أسود      | أخضر       |
| ---------------------- | ---------- | ----------- | --------- | ---------- |
| النموذج اللوني ح خ ز   | 206/17/38  | 255/255/255 | 0/0/0     | 1/123/61   |
| نظام العد الست عشري    | #ce1126    | #FFFFFF     | #000000   | #017b3d    |
| النموذج اللوني س م ص د | 0/92/82/19 | 0/0/0/0     | 0/0/0/100 | 99/0/50/52 |

## قائمة الأعلام المشابهة

علم اليمن
علم سوريا المُعتمد في سنة 1963 وهي أحد دول ميثاق الوحدة الاتحادية بين العراق وسورية ومصر.
علم السودان
علم الجمهورية العربية اليمنية 1990
علم سوريا الحالي
علم جمهورية حضرموت العربية 1967
العلم العربي لمدينة القدس

## المعرض

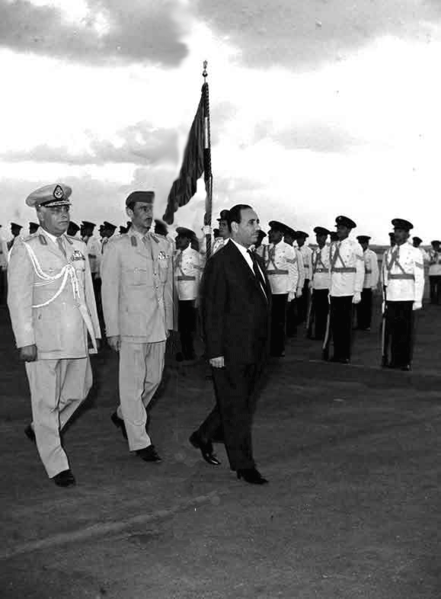
الرئيس عبد السلام عارف ويظهر خلفه العلم العراقي الذي أُقِرَ في عهده
شعار الجمهورية العراقية الذي تم اعتماده في 1965 ويظهر داخله درع يحتوي العلم العراقي في تلك الحقبة